# Stavaträsket, Västerbotten
Stavaträsket är en sjö i Skellefteå kommun i Västerbotten och ingår i Kågeälvens huvudavrinningsområde. Sjön har en area på 1,27 kvadratkilometer och ligger 171,1 meter över havet. Sjön avvattnas av vattendraget Kågeälven. Vid provfiske har bland annat abborre, gers, gädda och mört fångats i sjön.

## Delavrinningsområde
Stavaträsket ingår i det delavrinningsområde (722335-171808) som SMHI kallar för Utloppet av Stavaträsket. Medelhöjden är 214 meter över havet och ytan är 11,53 kvadratkilometer. Räknas de 27 avrinningsområdena uppströms in blir den ackumulerade arean 462,56 kvadratkilometer. Avrinningsområdets utflöde Kågeälven mynnar i havet. Avrinningsområdet består mestadels av skog (80 procent). Avrinningsområdet har 1,25 kvadratkilometer vattenytor vilket ger det en sjöprocent på 10,9 procent.

## Fisk
Vid provfiske har följande fisk fångats i sjön:
- Abborre
- Gärs
- Gädda
- Mört
- Nors
- Sik